# Den bez nákupů
Den bez nákupů (Buy Nothing Day) je neoficiální mezinárodní svátek zaměřený proti konzumerismu. Připadá na konec listopadu: v Severní Americe na poslední pátek a v Evropě na poslední sobotu v měsíci. Lidé jsou vyzýváni, aby se v tento den zřekli na 24 hodin návštěvy obchodu a zamysleli se nad dopadem nadměrné spotřeby na životní prostředí.
Svátek je reakcí na rekordní utrácení o Černém pátku. Vznikl roku 1992 v Kanadě a zpopularizovala ho kampaň nevládní organizace Adbusters. Akce ke Dni bez nákupů se konají v pětašedesáti zemích světa a patří k nim různé happeningy, cyklojízdy nebo stávky vsedě. Zapojují se do nich protiglobalizační organizace jako Attac, Casseurs de Pub nebo Monochrom. Obchody fair trade mívají v tento den většinou otevřeno, avšak místo prodejních aktivit se v nich konají besedy o udržitelném způsobu života. V USA také vzniklo hnutí Buy Nothing Coat Exchange, jehož příznivci si v tento den vyměňují oblečení, aby nemuseli kupovat nové.